# José María Giménez Pérez
José María Giménez Pérez (25 d'abril del 1980), conegut com a Chema, és un futbolista valencià que juga pel Xerez CD en la segona divisió espanyola, en la posició de porter.

## Carrera futbolística
Nascut el 1980 a Oriola, Chema va començar la seva carrera amb conjunts modestos i amateurs, sent transferit en la temporada 2006–2007 al Xerez CD, en la segona divisió.
Reserva en els seus primers dos anys (sent la segona opció pel francès Stéphane Porato en la segona temporada), ell després va esdevenir titular indiscutible, jugant uns 41 partits pel conjunt andalús i ajudant a l'equip a arribar a la primera divisió per primera vegada en la seva història.
En La Liga, ell va estar de substitut del brasiler Renan, recentment fitxat del València CF; el seu primer partit a primera va ser el 7 març del 2010, en una victòria 4 a 2 contra el Màlaga CF; després de retenir el seu lloc en els següents dos partits, ell va patir una lesió.